# Brady Manek
Brady Reece Manek (Edmond, Oklahoma; 4 de septiembre de 1998) es un baloncestista estadounidense que pertenece a la plantilla del Mersin MSK de la BSL turca, cedido por el Žalgiris Kaunas de la LKL lituana. Con 2,06 metros de estatura, juega en la posición de ala-pívot.

## Trayectoria deportiva

### Universidad
Jugó cuatro temporadas con los Sooners de la Universidad de Oklahoma, en las que promedió 12,0 puntos y 5,6 rebotes por partido. Como junior, promedió 14,4 puntos, 6,2 rebotes y 1,2 tapones por partido, siendo incluido en el tercer mejor quinteto de la Big 12 Conference.
Al término de su cuarta temporada fue transferido a North Carolina. Allí jugó un año, promediando 15,1 puntos, 6,1 rebotes y 1,8 asistencias por partido.

#### Estadísticas
| Año     | Equipo         | PJ  | PT  | MPP  | %TC  | %3P  | %TL  | RPP | APP | ROB | TPP | PPP  |
| ------- | -------------- | --- | --- | ---- | ---- | ---- | ---- | --- | --- | --- | --- | ---- |
| 2017–18 | Oklahoma       | 32  | 26  | 23.7 | .466 | .383 | .600 | 5.2 | .5  | .3  | .7  | 10.2 |
| 2018–19 | Oklahoma       | 34  | 34  | 27.8 | .469 | .358 | .764 | 5.9 | .8  | .7  | .7  | 12.2 |
| 2019–20 | Oklahoma       | 31  | 31  | 30.5 | .453 | .380 | .779 | 6.2 | .9  | .5  | 1.2 | 14.4 |
| 2020–21 | Oklahoma       | 25  | 20  | 25.1 | .422 | .375 | .767 | 5.0 | .8  | .5  | .8  | 10.8 |
| 2021–22 | North Carolina | 39  | 27  | 30.4 | .493 | .403 | .697 | 6.1 | 1.8 | .6  | .7  | 15.1 |
| Total   | Total          | 161 | 138 | 27.7 | .465 | .382 | .733 | 5.7 | 1.0 | .5  | .8  | 12.7 |

### Profesional
Tras no ser elegido en el Draft de la NBA de 2022, se unió a los Charlotte Hornets para la Liga de Verano de la NBA. El 1 de agosto de 2022 firmó con los Perth Wildcats en Australia para la temporada 2022-23 de la NBL. Jugó una temporada en la que promedió 13,1 puntos y 5,3 rebotes por partido.
El 24 de febrero de 2023 firmó con el equipo turco del Tofaş S.K. de la  Basketbol Süper Ligi (BSL). Allí duisputó trece partidos hasta final de temporada, promediando 15,4 puntos y 5,9 rebotes.
El 21 de julio de 2023 firmó un contrato de dos años (uno más otro opcional) con el Žalgiris Kaunas de la Liga de Baloncesto de Lituania (LKL) y la Euroliga. El 15 de marzo de 2024 el club ejerció su opción de renovar el contrato una temporada más, tras promediar 8,3 puntos y 2,8 rebotes, y ayudar a conseguir la Karaliaus Mindaugo taurė, la competición de copa lituana. El 18 de abril de 2025 fue cedido al Mersin MSK de la Basketbol Süper Ligi (BSL) turca hasta final de la temporada.